# Роллінг-Гіллс (Каліфорнія)
Роллінг-Гіллс (англ. Rolling Hills) — місто (англ. city) в США, в окрузі Лос-Анджелес штату Каліфорнія. Населення — 1739 осіб (2020).

## Географія
Роллінг-Гіллс розташований за координатами 33°45′36″ пн. ш. 118°20′50″ зх. д. / 33.76000° пн. ш. 118.34722° зх. д. (33.760013, -118.347163).  За даними Бюро перепису населення США в 2010 році місто мало площу 7,75 км², уся площа — суходіл.

## Демографія
Згідно з переписом 2010 року, у місті мешкало 1860 осіб у 663 домогосподарствах у складі 539 родин. Густота населення становила 240 осіб/км².  Було 716 помешкань (92/км²).
Расовий склад населення:
| - 77,3 % — білих - 16,3 % — азіатів - 1,6 % — чорних або афроамериканців - 0,3 % — корінних американців - 0,1 % — вихідців з тихоокеанських островів - 1,3 % — осіб інших рас |

До двох чи більше рас належало 3,2 %. Частка іспаномовних становила 5,5 % від усіх жителів.
За віковим діапазоном населення розподілялося таким чином: 21,7 % — особи молодші 18 років, 50,7 % — особи у віці 18—64 років, 27,6 % — особи у віці 65 років та старші. Медіана віку мешканця становила 51,7 року. На 100 осіб жіночої статі у місті припадало 91,8 чоловіків;  на 100 жінок у віці від 18 років та старших — 91,1 чоловіків також старших 18 років.
Середній дохід на одне домашнє господарство  становив 337 060 доларів США (медіана — 216 458), а середній дохід на одну сім'ю — 373 090 доларів (медіана — 222 115). Медіана доходів становила 180 250 доларів для чоловіків та 125 625 доларів для жінок. За межею бідності перебувало 2,0 % осіб, у тому числі 0,9 % дітей у віці до 18 років та 2,2 % осіб у віці 65 років та старших.
Цивільне працевлаштоване населення становило 721 осіб. Основні галузі зайнятості: освіта, охорона здоров'я та соціальна допомога — 32,5 %, науковці, спеціалісти, менеджери — 15,8 %, фінанси, страхування та нерухомість — 13,7 %.